# Bies

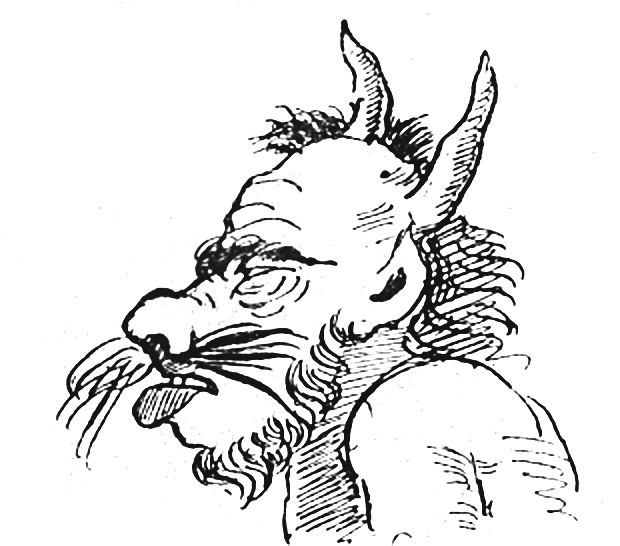

Bies – w przedchrześcijańskich wierzeniach Słowian uosobienie szkodliwego i złośliwego demona leśnego, nieprzyjaźnie nastawionego do ludzi. Nazwa bies wywodzi się z prasłowiańskiego *bĕsъ, od praindoeuropejskiego *bhoidh-, oznaczającego „powodujący strach, przerażenie”.
Biesy mogły wnikać w poszczególne osoby i kierować ich działaniami (stąd określenie „zbiesiony”), przypisywano im też pilnowanie skarbów ukrytych w ziemi. Bytowały w lasach, bagnach i w głębinach wodnych.
Po chrystianizacji Słowiańszczyzny, mimo że starano się go utożsamić z chrześcijańskim diabłem ze względu na niektóre wspólne cechy, to jednak do ostatnich czasów obie postacie zachowały niemal pełną autonomię, bo bies szkodził przede wszystkim ciału, natomiast szatan-diabeł – duszy.